# Ivana Večeřová
Ivana Večeřová, née le 30 mars 1979 à Šumperk, est une joueuse République tchèque de basket-ball, évoluant au poste d'intérieure.

## Club
- 1995-1997 : Přerov
- 1997-2007 : Gambrinus Sika Brno
- 2002 Shinsegae CoolCat (Corée du Sud)

## Palmarès
- Euroligue 2006
- Finaliste de l'Euroligue 2005
- Final Four de l'Euroligue 2000, 2001, 2003, 2004
- Championne de République tchèque : 1998, 1999, 2000, 2001, 2002, 2003, 2004, 2005, 2006, 2007
- Coupe de République tchèque : 8 victoires

### Sélection nationale
- Jeux olympiques d'été
  - 5e aux Jeux olympiques de 2004 à Athènes
- Championnat du monde de basket-ball féminin
  -  Médaille d'argent au Championnat du monde 2010[1]
  - 6e au Championnat du monde 2006 au Brésil
- championnat d'Europe
  -  Médaille d'or du championnat d'Europe 2005 en Turquie
  -  Médaille d'argent du championnat d'Europe 2003 en Grèce
  - 9e au du championnat d'Europe 2001 en France
  - 5e au du championnat d'Europe 1999 en Pologne
- Compétitions de jeunes
  - Médaille de bronze du championnat d'Europe junior 1996